# Bồi thẩm đoàn

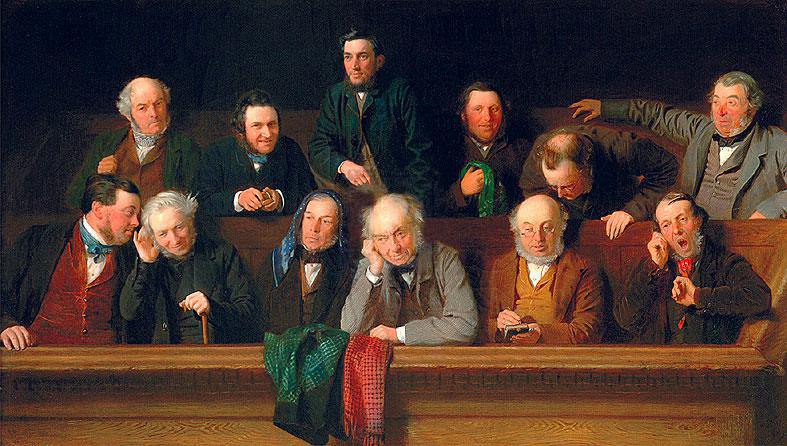
Tranh sơn dầu của họa sĩ John Morgan vẽ năm 1861, minh họa bồi thẩm đoàn 12 người ở Anh

Bồi thẩm đoàn là một tập hợp thường dân được tòa án ủy nhiệm việc xét xử một vụ án. Những người này là bồi thẩm viên. Đây là một cơ chế thuộc định chế pháp luật của Anh, gọi là Thông luật (tiếng Anh: Common law), được kế thừa ở một số nước như Hong Kong, Hoa Kỳ, Canada.
Nhiệm vụ chính của bồi thẩm đoàn là xem xét và cân nhấc các bằng chứng để tuyên án có tội hay vô tội sau khi nghe công tố viên (biện lý) và luật sư bị cáo dẫn giải và lý luận tại pháp đình. Bồi thẩm đoàn góp sức duy trì quan điểm vô tư và trung thực của người dân thay vì bị cơ cấu chính quyền chi phối nếu quyền xét án chỉ tập trung trong tay vị thẩm phán. Tuy đồng sự với bồi thẩm đoàn ngồi nghe án nhưng vị thẩm phán có nhiệm vụ riêng, nặng phần thủ tục và khía cạnh chuyên môn của luật pháp.
Thể chế bồi thẩm đoàn có từ thế kỷ thứ 5 trước công nguyên ở Cổ Hy Lạp và dựa trên hai ưu điểm: toàn dân bình đẳng, và ngăn ngừa tham ô hối lộ ở trong tòa. Đây cũng là thành phần nòng cốt của thể chế dân chủ. 
Tục lệ bồi thẩm đoàn được điển chế vào thời Trung cổ ở Anh và sau đó đi dần vào định chế pháp quyền.

## Phân loại và chức năng
Tại Hoa Kỳ bồi thẩm đoàn có hai loại. 
1. Đại bồi thẩm đoàn
2. Bồi thẩm đoàn thường

Đại bồi thẩm đoàn (tiếng Anh: grand jury). Đây là nhóm 20 người trở lên được tuyển chọn để nghe công tố viên trình bày nghi vấn đang cứu xét. Sau đó họ sẽ quyết định rằng sự kiện hình sự đó có đủ bằng chứng để khởi tố hay không. Trong trường hợp này công tố viên sẽ trình bày trước đại bồi thẩm đoàn mà không có mặt của nghi can hay thẩm phán. Nếu không đủ chứng cớ thì vụ án sẽ bị bãi.
Bồi thẩm đoàn thường thì trực tiếp theo dõi cáo trạng và mọi diễn tiến tại tòa án và phán quyết khi phiên tòa kết thúc. Nhóm này thường là 12 người, có thêm 1 hoặc hai người trừ bị.
Để chọn bồi thẩm viên, tòa án sẽ triệu tập một số công dân vào hầu tòa rồi mở cuộc rút thăm. Để đạt tiêu chuẩn vô tư, phải tránh bồi thẩm viên có thiên kiến. Luật sư hai bên bị tố và nguyên cáo có quyền chất vấn những người được chọn, rồi loại bỏ nếu bồi thẩm viên đã có sẵn thành kiến.
Bồi thẩm đoàn sau đó sẽ chọn một người làm trưởng đoàn. Có khi tòa án sẽ ấn định người trưởng đoàn, tùy luật pháp địa phương. Người trưởng đoàn có trách nhiệm đệ lên chánh án những câu hỏi của đoàn và cũng là người đại diện của bồi thẩm đoàn khi tuyên án.